# Alcuarismi Alcati
Abu Aláqueme Maomé ibne Abedal Maleque Alçali Alcuarismi Alcati (Abu al-Hakim Muhammad ibn Abd al-Malik al-Salihi al-Khwarizmi al-Khati), mais conhecido como Alcuarismi Alcati ou só Alcati (fl. 1034), foi o alquimista muçulmano da aldeia de Cate (atual Beruni) na região de Corásmia. É conhecido por sistematizar a alquimia muçulmana.
Alcati viveu e trabalhou em Baguedade e nas proximidades, e escreveu Ain al-San'a wa awn al-Sunâ (O essencial da Arte e a Ajuda para os Artesãos). O trabalho foi crucial para o treinamento de fabricantes de vidro, metalúrgicos, carpinteiros e outros artífices e artesãos. O livro fornecia informação detalhada sobre várias técnicas e métodos usados na prática.[carece de fontes?]